# Nadeschda Nikolajewna Rimskaja-Korsakowa

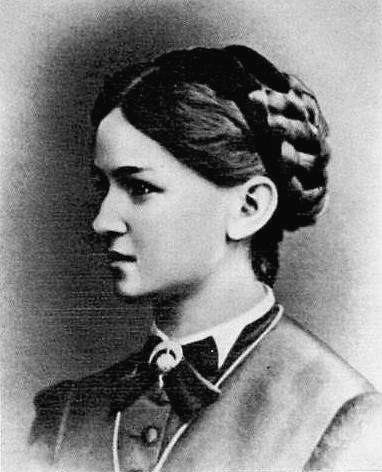
Nadeschda Nikolajewna Rimskaja-Korsakowa

Nadeschda Nikolajewna Rimskaja-Korsakowa, geboren Purgold, (russisch Надежда Николаевна Римская-Корсакова, урождённая Пургольд; * 19. Oktoberjul. / 31. Oktober 1848greg. in St. Petersburg; † 24. Mai 1919 in Petrograd) war eine russische Pianistin, Musikwissenschaftlerin und Komponistin.

## Leben
Nadeschda Purgold war das jüngste der zehn Kinder des Wirklichen Staatsrats (IV. Rangklasse) Nikolai Fjodorowitsch Purgold (1805–1862) und seiner Frau Anna Antonowna geborene Marzinkewitsch. Der Vater reiste zur Heilung seiner Schwindsucht nach Baden-Baden, wo er starb und begraben wurde. Der Urgroßvater Johannes Purgold war in der zweiten Hälfte des 18. Jahrhunderts aus Thüringen nach Russland eingewandert und Jura-Professor der Kaiserlichen Universität Moskau geworden.
Mit 10 Jahren begann Nadeschda Purgold Klavier zu spielen. Sie bekam Unterricht bei A. K. Stange und Anton Gerke und lernte auch das Whistle-Spiel. Nach dem Tod des Vaters wurden die Kinder von dem Onkel Wladimir Purgold aufgenommen, ein Theater- und Musikfreund, der mit Michail Glinka bekannt und mit Alexander Dargomyschski befreundet war. Nadeschda Purgold lernte bei Dargomyschski das Bearbeiten von Orchesterpartituren für Klavier. Am Sankt Petersburger Konservatorium studierte sie Musiktheorie. Zeitweise studierte sie Instrumentation und Komposition bei Nikolai Rimski-Korsakow. In den 1860er und 1870er Jahren nahm sie als Pianistin an den Musiktreffen des Balakirew-Kreises teil.
Mit seinen Freunden hielt sich Rimski-Korsakow häufig bei den Purgold-Schwestern in ihrer Datsche auf. Dort stellte er Nadeschda Purgold seine Pläne für die Oper Pskowitjanka vor, worauf sie ihm  erste musikalische Entwürfe auf dem Klavier vorspielte und einige Teile analysierte und instrumentierte. Im Frühjahr 1871 beim Lesen der Mainacht oder Die Ertrunkene Nikolai Gogols machte er ihr einen Heiratsantrag. Sie heirateten am 30. Juli 1872 und bekamen sieben Kinder.
Rimskaja-Korsakowa schuf Kompositionen und Bearbeitungen für Klavier zu vier Händen, darunter auch die Oper  Pskowitjanka. Rimski-Korsakows Chronik meines musikalischen Lebens 1844–1906 fügte sie eigene Artikel hinzu und gab sie mit einem eigenen Vorwort heraus (1. Auflage 1909. 2. Auflage 1910).
Die Mezzosopranistin Alexandra Molas war eine ältere Schwester Rimskaja-Korsakowas.
Rimskaja-Korsakowa starb am  24. Mai 1919 in Petrograd an Pocken und wurde auf dem dortigen Nowodewitschi-Friedhof neben ihrem Mann begraben. Sie wurden 1936 in die Nekropole der Künstler umgebettet. Ihr Sohn Andrei Rimski-Korsakow (1878–1940) betreute das Erbe seiner Eltern.